# Loxoporetes
Loxoporetes es un género de arañas cangrejo de la familia Thomisidae. Fue descrito por el polaco Władysław Kulczyński en 1911.
Aparece publicado en una sección de Spinnen aus Süd-Neu-Guinea. Erster Teil. In: Résultats de l'expédition scientifique néerlandaise a la Nouvelle Guinée en 1907 et 1909, sous les auspices du Dr H. A. Lorenz. Nova Guinea 9(Zoologie, Lief. 2): 109-148, pl. 4 de 1911.

## Especies
- Loxoporetes colcloughi (Rainbow, 1912)
- Loxoporetes nouhuysii Kulczyński, 1911